# UAProf
UAProf (User Agent Profile) спецификација тиче се хватања способности и преференција информација за бежичне уређаје. Ове информације добављачи садржаја могу да користе за производњу садржаја у одговарајућем формату за одређени уређај.
UAProf је повезан са спецификацијом композитних могућности/преференцијалних профила коју је креирао W3C. UAProf је заснован на RDF-у.
UAProf датотеке обично имају екстензије rdf или xml и обично се испоручују са mimetype-ом application/xml. Они су формат датотеке заснован на XML-у. RDF формат значи да је шема документа проширива.
UAProf датотека описује могућности мобилног уређаја, укључујући добављача, модел, величину екрана, могућности мултимедије, подршку за скуп знакова и још много тога. Недавни UAProfile-и такође су почели да укључују податке који одговарају MMS, PSS5 и PSS6 шемама, што укључује много детаљније податке о могућностима видео записа, мултимедије, стриминга и MMS-а.
Мобилни уређај шаље заглавље унутар HTTP захтева, који садржи URL на свој UAProf. HTTP заглавље је углавном X-WAP-Profile:, али понекад може изгледати више као 19-Profile: WAP-Profile: или много других сличних заглавља.
Производња UAProf-а за уређај је добровољна: за GSM уређаје UAProf обично производи добављач уређаја (нпр. Nokia, Samsung, LG), док је за CDMA / BREW уређаје уобичајеније да UAProf производи телекомуникациона компанија.
Систем за испоруку садржаја (попут WAP веб-странице) може да користи UAProf да прилагоди садржај за приказ, или за одлучивање ставки које ће се понудити за преузимање. Међутим, недостаци ослањања само на UAProf су (видети такође  ):
1. Немају сви уређаји UAProf (укључујући многе нове Windows Mobile уређаје, iDen уређаје или старе уређаје)
2. Нису доступни сви оглашени UAProf-ови (око 20% веза које пружају мобилне слушалице су мртве или недоступне, према подацима са UAProfile.com)
3. UAProf може садржати грешке у шеми или подацима које могу довести до неуспеха рашчлањивања
4. Дохваћање и рашчлањивање UAProf-ова у реалном времену је споро и може додати значајне додатне трошкове било ком задатом веб захтеву: потребно је стварање спремишта описа уређаја за кеширање UAProf-ова и ток рада за освежавање UAProf-ова ради провере застарелости.
5. У UAProf-у не постоји стандард квалитета за сваки податак у сваком пољу.
6. Сам UAProf документ не садржи корисничке агенте уређаја на које би се могао применити у шеми (Nokia је то ставила у коментаре).
7. UAProf заглавља често могу бити погрешна. (тј. за потпуно другачији уређај)

UAProf профили уређаја један су од извора информација о могућностима уређаја за WURFL, који UAProfile шему мапира у своју властиту са многим другим ставкама и логичким пољима која се односе на маркирање уређаја, мултимедијалне могућности и још много тога. Ови XML подаци уносе се у User-Agent: заглавље у веб захтеву.
Други приступ проблему је комбиновање изведених података у реалном времену, анализа компонената, ручних података и UAProfile-a како би се бавио стварним уређајем, уместо идеализованог представљања „офлајн“ приступа као што су UAProf или WURFL. Овај приступ омогућава откривање уређаја које је корисник модификовао, Windows Mobile уређаја, Legacy уређаја, паука и ботова, а евидентиран је у најмање једном комерцијално доступном систему.
W3C MWI (Mobile Web Initiative) и придружени DDWG (Device Description Working Group), препознајући потешкоће у прикупљању и праћењу UAProf-ова и информација о уређају, као и практичне недостатке у примени UAProf-а у целој индустрији, истакли су спецификације за спремиште за опис уређаја, очекујући да ће екосистем таквих спремишта на крају елиминисати потребу за локалним спремиштима уређаја у корист екосистема веб услуга.